# Gravity (Mountainbike)
Gravity steht im Mountainbikesport als Oberbegriff für die Disziplinen, die meist bergab ausgetragen werden. Dabei wird die erforderliche Geschwindigkeit vorrangig unter Ausnutzung der Schwerkraft (englisch gravity) erzeugt.

## Begriff
Der Begriff Gravity ist im Mountainbikesport nicht eindeutig abgegrenzt. Während die Ausdauerdisziplinen, bei denen der Vortrieb vorrangig durch Muskelkraft erzeugt wird, unter dem Begriff Cross-Country zusammengefasst sind, gibt es im Reglement der UCI keinen offiziellen Oberbegriff für die bergab führenden Disziplinen. Im allgemeinen Sprachgebrauch hat sich Gravity als Oberbegriff für diese Disziplinen etabliert:
- Die UCI unterscheidet bei den UCI MTB Teams zwischen UCI MTB Endurance Teams und UCI MTB Gravity Teams[1]
- Seit 2010 erscheint das Gravity Mountainbike Magazin.[2]
- Mit der Gravity Card hat man Zugang zu einer Reihe von Mountainbikestrecken und Bikeparks[3]
- Verschiedene Bikeparks tragen den Begriff im Namen, z. B. Gravity-Park Rinteln (DEU), Elba Gravity Park (ITA), Coast Gravity Park (CAN)
- Von den Mountainbike-Herstellern werden verschiedene Gravity Bikes angeboten.

## Disziplinen
Da der Begriff nicht genau definiert ist, gibt es auch keine feste Zuordnung. Zu den Gravity-Disziplinen gehören je nach Betrachtungsweise:
- Downhill
- Enduro
- Four Cross
- Dual Slalom
- Pumptrack
- Freeride
- Dirt
- Slopestyle
- Snow Bike